# Juan Barrundia
Juan Barrundia fue un político que gobernó al Estado de Guatemala desde el 12 de octubre de 1824 hasta su destitución el 6 de septiembre de 1825, mediante "Golpe de Estado" perpetrado por el presidente de Federación Centroamericana general Manuel José Arce.

## Biografía

### Familia
Juan Barrundia fue hijo del matrimonio compuesto por Martín Barrundia e Iparraguirre y Teresa Cepeda, su hermano fue José Francisco Barrundia y Cepeda quien fue Jefe de Estado de Guatemala y presidente de la República Federal de Centro América.

### Jefe de Estado de Guatemala
En 1824 fue nombrado Jefe de Estado de Guatemala por el Consejo Constituyente y tomó posesión efectiva del cargo un 12 de octubre de 1824.
En 1825 el presidente de la Federación general Manuel José Arce celebraba el aniversario de la instalación de la Asamblea Nacional Constituyente en la que no había sitios de honor para funcionarios no federales; por lo que Barrundia no asistió, debido a esto, fue arrestado y obligado a estar presente en la celebración de Arce.

### Golpe de Estado
Manuel José Arce ordenó el arresto de Juan Barrundia el 6 de septiembre de 1825, tres días después se le juzgó y no fue condenado, de igual forma tampoco se le restituyó en su cargo.

## Vida después de la presidencia
Luego de la invasión de Francisco Morazán a Guatemala se dispuso reinstalarle en su cargo pero rechazo la propuesta. Desde 1832 fue miembro de la Dirección de la Academia de Estudios.

## Muerte
Se exilió en San Cristóbal de Las Casas, Chiapas, México, donde murió en 1843.